# Wangen (Schwytz)
Pour les articles homonymes, voir Wangen.
Wangen est une commune suisse du canton de Schwytz, située dans le district de March.

## Géographie

Photo aérienne (1948).

Selon l'Office fédéral de la statistique, Wangen mesure 8,48 km2.
La commune comprend les villages de Nuolen et Siebnen.

## Démographie
Selon l'Office fédéral de la statistique, Wangen compte 5 489 habitants fin 2022. Sa densité de population atteint 647 hab./km2.
Le graphique suivant résume l'évolution de la population de Wangen entre 1850 et 2008 :

## Personnalités
- Hans E. Deutsch (1927-2014), peintre suisse né à Wangen.